# Perkałaba
Perkałaba (ukr: Перкалаба) – ukraiński zespół muzyczny, grający reggae i folk, na początku działalności zbliżony do ska i punk rocka. Powstał w 1998 w Iwano-Frankiwsku. Na początku lat dwudziestych XXI w. styl muzyczny Perkałaba jest jak najbardziej zbliżony do folk-rocka z motywem huculskim. Teksty są proste, a muzyka harmonijna i lekka.
Nazwa zespołu nawiązuje do niewielkiej ukraińskiej miejscowości Perkałaba położonej w Karpatach, w której do lat 80. XX w. znajdował się duży szpital psychiatryczny, w którym przymusowo przetrzymywano osoby sprzeciwiające się systemowi panującemu w ZSRR.
Perkałaba to także nazwa górskiej rzeki w Karpatach, która po połączeniu się z rzeką Sarata daje początek Białemu Czeremoszowi.

## Dyskografia
- Horrry ! (2005)
- Qzzaargh vs Parkałaba (2006)
- Howoryt Iwano-Frankowsk ! (2007)